# السماء الواقية (فلم)
السماء الواقية (بالإنجليزية: The Sheltering Sky) هو فيلم مأخوذ عن رواية بنفس العنوان لبول جونز ومن إخراج برناردو برتولوتشي. تم تصويره في صحراء ورزازات في المغرب عام 1990. وتدور أحداث الفيلم عن حبيبين أمريكين هما كيت وبورت الذين يأتيا إلى المغرب في رحلة. ويموت بورت نتيجة لمرض أصيب به فتفقد كيت رشدها لتنضم إلى قبائل الطوارق البربرية وتعيش معهم.

## وصلات خارجية
- مقالات تستعمل روابط فنية بلا صلة مع ويكي بيانات
- The Sheltering Sky - A Second Take (Stylus Magazine)
- The Sheltering Sky at Box Office Mojo